# 私の頭の中の消しゴム
『私の頭の中の消しゴム』（わたしのあたまのなかのけしゴム、原題：내 머리 속의 지우개、英題：A Moment to Remember）は、2004年公開の韓国映画。イ・ジェハン監督・脚本の純愛ラブストーリーである。日本での公開は2005年。

## 概要
原作は、日本のテレビドラマ『Pure Soul〜君が僕を忘れても〜』（2001年、読売テレビ制作）であり、映画のエンドロールには「Based on the television program "Pure Soul"」と記されている。映画の日本公開前（2005年8月8日）に主演俳優チョン・ウソンとイ・ジェハン監督が来日し記者会見を開いた際には、原作ドラマのヒロインを演じた永作博美が花束贈呈に現れ同席している。
タイトル『私の頭の中の消しゴム』の由来は、原作ドラマのヒロインの台詞「私の頭の中には消しゴムがあるの」である。イ・ジェハン監督は映画を制作する際、原作のこの台詞を要の一つと捉え、タイトルに決定、また同様の台詞を映画のヒロインにも用いた。そうした経緯があったことから、前述の記者会見の席で永作博美は「私の台詞をタイトルに付けてもらえて嬉しいです」と語っている。
キャッチコピーは「死より切ない別れがある」。
興行収入は、韓国で公開後3週連続第1位、日本では公開後4週連続第1位を記録。さらに日本での興行収入の累計総額は30億円に上った。これは日本で公開された韓国映画史上第1位であり、2020年公開の『パラサイト 半地下の家族』(47・4億円)に抜かれるまで記録を保持していた。
DVD化にあたっては、劇場公開版（本編117分）の他に、ディレクターズカット版（本篇144分）も作製されている。
2006年4月26日、この映画を基に、日本の会社USENとデジタルハリウッド・エンタテインメントがネットシネマ『私の頭の中の消しゴム アナザーレター』を制作、GyaOで配信した。2007年3月13日、日本テレビの「火曜ドラマゴールド」でテレビドラマ化された。2010年からは『朗読劇 私の頭の中の消しゴム』として舞台化されている。

## ストーリー
建設会社社長令嬢のスジンと、建設工事現場で現場監督として働くチョルス。育った環境の違う二人だが、互いに惹かれ合い結婚する。
幸せな日々を送っていた矢先、スジンが若年性アルツハイマー病に侵されていることが判明する。それは徐々に記憶障害が進行し、肉体的な死よりも精神的な死が先に訪れる病気である。日々失われていくスジンの記憶をつなぎ止める術はなく、遂には夫・チョルスのことさえ記憶から消えていく。チョルスは葛藤を覚えながらも、彼女を大きな愛で受け止め、支え尽くす決意をする。

## キャスト
- チェ・チョルス - チョン・ウソン
- キム・スジン - ソン・イェジン
- ソ・ヨンミン室長 - ペク・チョンハク： スジンの元不倫相手
- アンナ・チョン - イ・ソンジン： ヨンミン妻の同級生
- キム社長 - パク・サンギュ： スジン父
- スジン母 - キム・ヒリョン
- チョンウン - ソン・ジヒョン： スジン妹
- オ・マダム - キム・ブソン： チョルス母
- ファン会長 - イ・ハン： チョルスに家の設計を依頼
- 寺大工 - チャン・イナン： チョルスの師匠
- イ医学博士 - クォン・ビョンギル
- 看護婦 - チョン・ウネ
- ユナ - ヒョン・ヨン： スジン友人
- ミョンジュ - パク・ユニョン： スジン友人
- ジヒョン - パク・ミスク： スジン友人
- チョルスを慕う建築作業員 - チン・ヨンオク
- チョルスを慕う建築作業員 - ソ・ジノン
- チョルスを慕う建築作業員 - シン・ヒョンタク
- 終身ケア施設の看護婦 - イ・ジョンイン

## スタッフ
- 監督・脚本：イ・ジェハン（朝鮮語版）
- 製作：チャ・スンジェ（サイダス代表）
- プロデューサー：キム・サンミン
- 脚色：キム・ヨンハ　※第42回大鐘賞映画祭脚色賞受賞
- 音楽：キム･テウォン
- 撮影：イ･ギョンジュ
- 美術：チェ・ギホ
- 衣装：キム・ソンイル
- 編集：ハム･ソンウォン
- 原作：江頭美智留、松田裕子（『Pure Soul～君が僕を忘れても～』）

## 日本語吹替
| 役名             | 俳優               | 日本語吹替       | 日本語吹替                        |
| 役名             | 俳優               | ソフト版         | フジテレビ版                      |
| ---------------- | ------------------ | ---------------- | --------------------------------- |
| チェ・チョルス   | チョン・ウソン     | 三木眞一郎       | 谷原章介                          |
| キム・スジン     | ソン・イェジン     | 小林さやか       | 小西真奈美                        |
| ソ・ヨンミン室長 | ペク・チョンハク   | 堀内賢雄         | 加藤亮夫                          |
| アンナ・チョン   | イ・ソンジン       |                  | 百々麻子                          |
| キム社長         | パク・サンギュ     | 小島敏彦         | 小川真司                          |
| スジン母         | キム・ヒリョン     | 松岡洋子         | 大西多摩恵                        |
| チョンウン       | ソン・ジヒョン     | 木下紗華         | 浅野真澄                          |
| オ・マダム       | キム・ブソン       | 宮寺智子         | 小宮和枝                          |
| ファン会長       | イ・ハン           | 佐々木敏         | 佐々木梅治                        |
| 寺大工           | チャン・イナン     | 大塚周夫         | 納谷悟朗                          |
| イ医学博士       | クォン・ビョンギル | 山野史人         | 岩崎ひろし                        |
|                  |                    |                  |                                   |
| 演出             |                    | 高橋剛           | 高橋剛                            |
| 翻訳             |                    | 芝谷真由美       | 芝谷真由美                        |
| 調整             |                    | 新井保雄         | 栗林秀年                          |
| 制作             |                    | HALF H・P STUDIO | ブロードメディア・スタジオ        |
| 初回放送         |                    |                  | 2006年12月16日 『土曜プレミアム』 |

## 楽曲
- テーマソング：A Moment to Remember（原題：『風笛』、作曲：大島ミチル） 
主題歌「A Moment to Remember」が、大島ミチルの「風笛」と酷似していたため、制作スタッフが正式にカヴァー曲であると認めた上で謝罪した。
- 日本版イメージソング：遠き日（歌：アンダーグラフ）

## ソフト化
日本では2006年3月10日にジェネオン・ユニバーサル・エンターテイメントジャパンよりDVDが発売。
- 私の頭の中の消しゴム 通常版（1枚組）
  - 本編：劇場公開版本編を収録
  - 映像特典
    - 削除されたシーン集
    - メモリーズ
    - 韓国版特報・韓国版劇場予告編・韓国版TVスポット集
    - 日本版特報・日本版劇場予告編・日本版TVスポット集
- 私の頭の中の消しゴム プレミアム・エディション（2枚組）
  - ディスク1：本編DVD1（通常版と同様）
  - ディスク2：本編DVD2
    - 本編：劇場公開版に未公開シーンを追加した「ディレクターズカット版本編」を収録
      - 削除されたシーンを検索できる「第2チャプター」機能付き

    - 映像特典
      - メイキング・オブ・「私の頭の中の消しゴム」
      - オフショット集
      - NGシーン集

  - 封入特典
    - マスコミ用非売品プレスシート（26P）

  - 特製アウターケース付きデジパック仕様
- 私の頭の中の消しゴム SPECIAL BOX（3枚組・初回限定生産）
  - ディスク1：本編DVD1（通常版、プレミアム・エディションと同様）
  - ディスク2：本編DVD2（プレミアム・エディションと同様）
  - ディスク3：特典DVD
    - 日本のファンだけに送る、チョン・ウソン&ソン・イェジン来日特別インタビュー・コメント映像集
    - 来日記者会見（チョン・ウソン+永作博美「PURE SOUL」主演）
    - ソウルプレミア試写会映像
    - 対談：チョン・ウソンと永作博美が「私の頭の中の消しゴム」を語る〜読売テレビ特別番組から
    - イ・ジェハン監督初映像作品「Parallel Action」
    - イ・ジェハン監督ポートフォリオ
    - スタッフ映像集
    - ミュージック・クリップ「私を忘れないで」
    - ミュージック・クリップ「童話」
    - チョン・ウソン真夏の来日密着映像
    - ジャパンプレミア試写会映像
    - 製作スタッフ・現地インタビュー

  - 封入特典
    - マスコミ用非売品プレスシート（プレミアム・エディションと同様）
    - 2人の記憶を繋ぎとめるメモリアル・ポートレート レプリカ（10枚組）
    - デスクカレンダー

  - 特製アウターケース付きデジパック仕様

## テレビドラマ版
2007年3月13日に日本テレビ系の「火曜ドラマゴールド」内で放送。
映画版・ネットシネマ版とは別物で、各種設定を日本国内に置き換えている。

### キャスト
- 香野可菜：深田恭子
- 瀬尾諒介：及川光博
- 香野智史：中尾明慶
- 弥生：田代さやか
- 薫：七咲友梨
- 神崎邦彦：船越英一郎（友情出演）
- 香野健一：布施博
- 香野あづさ：田中好子
- 中西良太、野添義弘、石井智也、小柳友貴美、七咲友梨、安藤一人　ほか

### スタッフ
- 制作：日本テレビ
- 脚本：松田裕子
- 音楽：大黒摩季
- 監督：唐木希浩
- 演出補：加藤伸一
- 技術協力：ビデオスタッフ
- CG：ゼロ・イメージワークス
- スタジオ：渋谷ビデオスタジオ、日活撮影所
- プロデュース：金田和博（日本テレビ）、小林紀子（日本テレビ）、菅井敦（ホリプロ）、槙哲也（ホリプロ）
- 協力プロデューサー：前田伸一郎（日本テレビ）、木村元子（デジタルハリウッド・エンタテインメント）
- 製作著作：ホリプロ